# Georges Guynemer
Georges Marie Ludovic Jules Guynemer  (ur. 24 grudnia 1894 w Paryżu, zm. 11 września 1917) – francuski pilot, jeden z czołowych francuskich asów myśliwskich okresu I wojny światowej. Odniósł 53 zwycięstwa powietrzne, nazywany „Asem Asów”, był bardzo popularny wśród żołnierzy i cywili.

## Życiorys

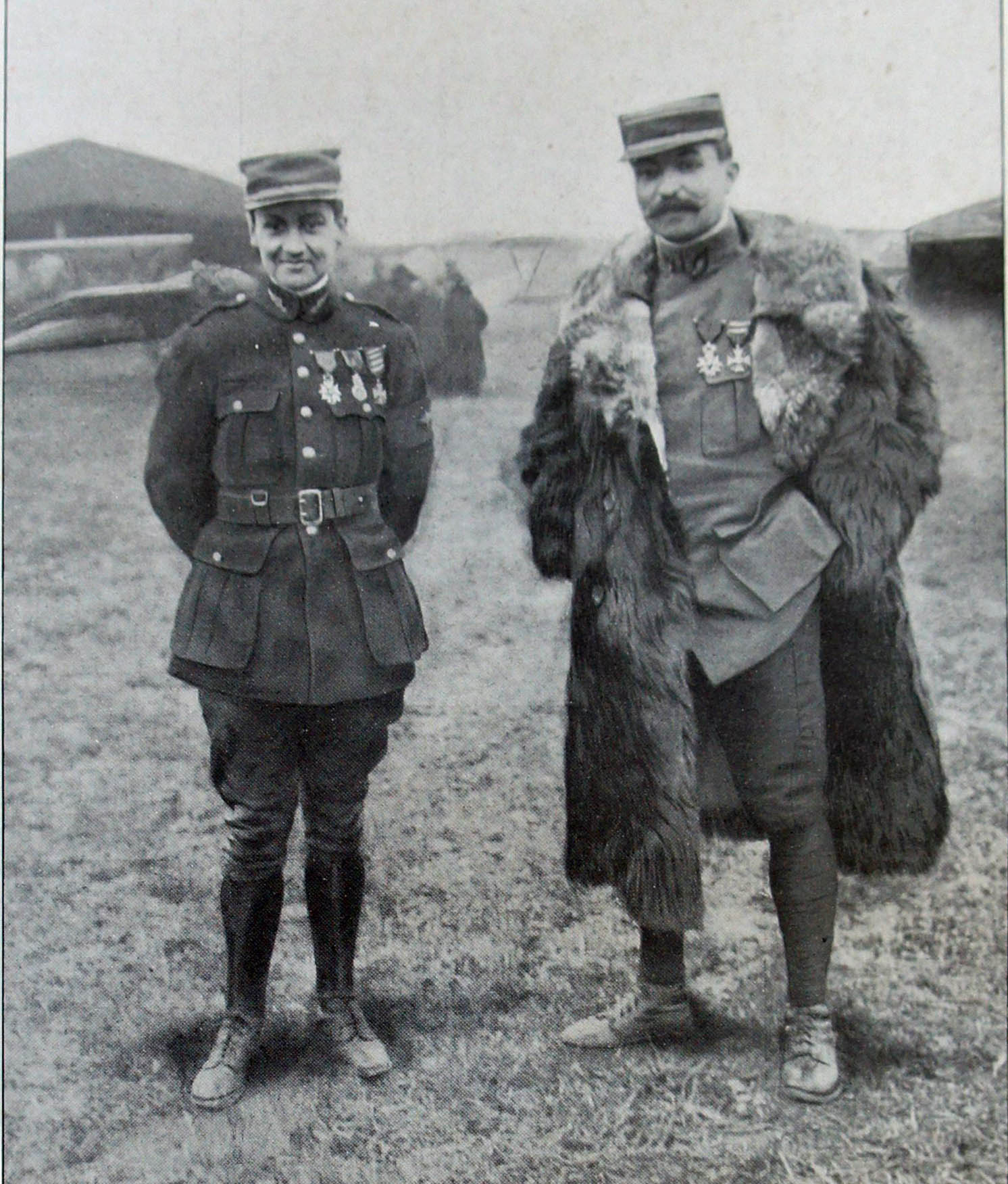
por. Georges Guynemer (z lewej) i mjr Antonin Brocard - dowódca Eskadry 3 „Les Cigognes”

Od najmłodszych lat uchodził za słabego i chorowitego, dlatego początkowo odmówiono mu wstąpienia do armii. Wstąpił więc do francuskich sił lotniczych w listopadzie 1914 roku jako mechanik. Jednakże po szkoleniu lotniczym udało mu się zostać pilotem myśliwskim i w kwietniu 1915 otrzymał upragnioną licencję pilota. Jako jeden z pierwszych lotników otrzymał możliwość pilotowania myśliwca SPAD S.VII, którego nazywał Vieux Charles („Stary Karol”). Na tym samolocie odniósł 15 zwycięstw powietrznych. 8 lutego 1917 Guynemer jako pierwszy aliancki pilot zniszczył niemiecki bombowiec Gotha.
Najlepszym miesiącem na niebie dla francuskiego asa był maj 1917, kiedy osiągnął 7 zwycięstw powietrznych. 25 maja 1917 roku wsławił się zestrzeleniem 4 wrogich samolotów. Na skutek narzekań Guynemera dotyczących słabego uzbrojenia samolotów S.VII firma SPAD wypuściła krótką serię 300 samolotów SPAD S.XIICa1 uzbrojonych w działko Puteaux kal. 37 mm, strzelające przez wydrążony wał śmigła. Na SPAD-zie z działkiem Guynemer zestrzelił 4 samoloty (René Fonck aż 11!). 11 września 1917 wyruszając na kolejną misję bojową, był widziany po raz ostatni w okolicach Langemark-Poelkapelle nad terytorium Belgii. Z misji tej nie powrócił nigdy. Ciało Guynemera nigdy nie zostało odnalezione. Do jego zestrzelenia przyznawał się niemiecki pilot Kurt Wissemann z jednostki Jasta 3.
W 2005 r. Marco Fernandez-Sommerau ustalił, że Guynemera zestrzelił obserwator niemieckiego samolotu rozpoznawczego Rumpler C.IV, Ltn. Max Psaar (załoga Flg. Georga Seiberta) z eskadry FA(A)224w (zostali oni zestrzeleni później w tym samym locie).
Odbył ponad 600 lotów powietrznych, zestrzelił 53 wrogie samoloty, sam 8 razy był zestrzelony. Uchodził za wyśmienitego pilota i doskonałego strzelca. W odróżnieniu od zarozumiałego René Foncka skromny Georges Guynemer był uwielbiany przez francuską opinię publiczną, która szybko ochrzciła go mianem „Asa Asów”.
W 1923 w Poelkapelle został wzniesiony pomnik ku czci kpt. Georges’a Guynemer’a.

## Awanse

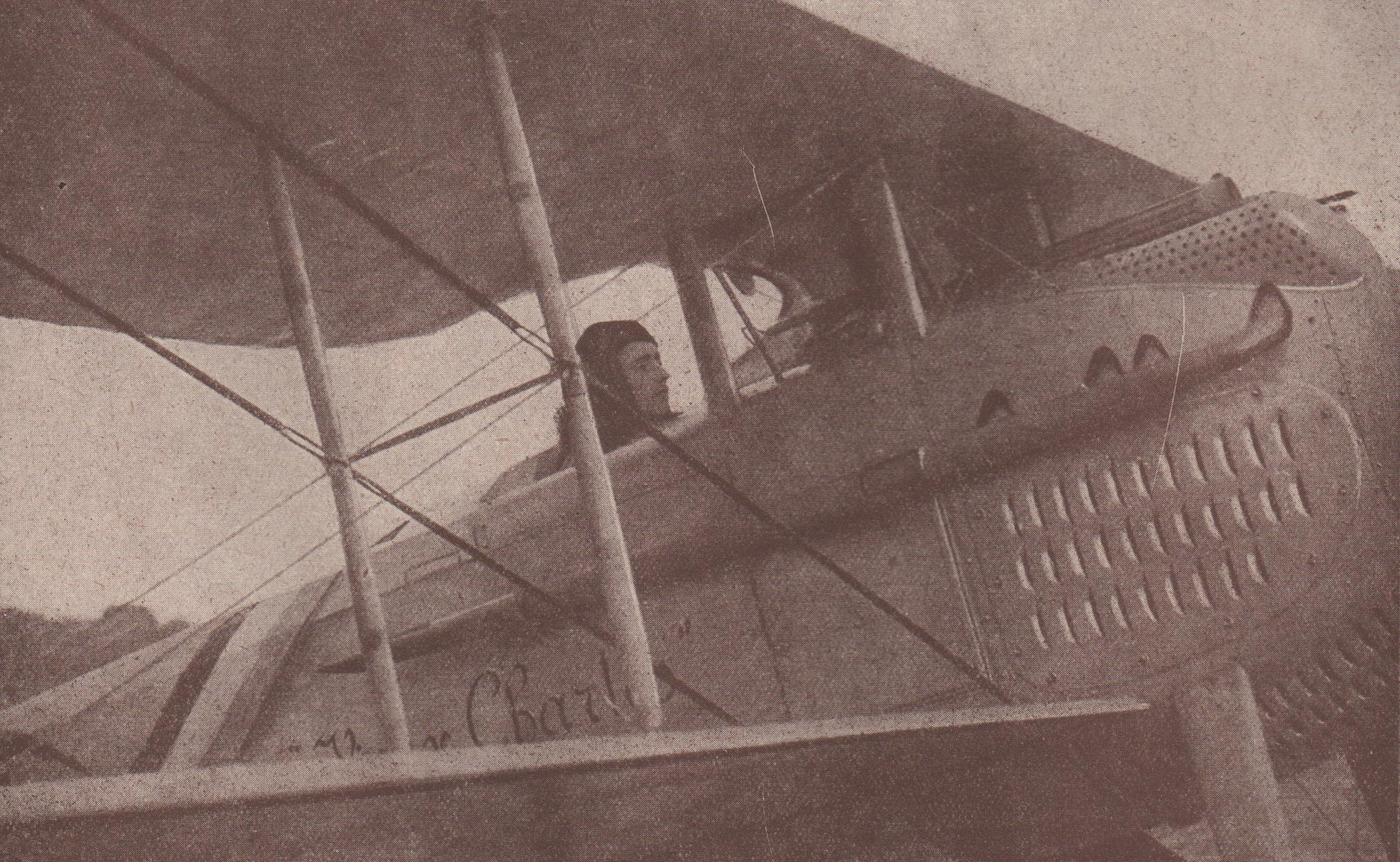
sierż. Georges Guynemer w swoim samolocie "Vieux Charles"

- kapral – 8 maja 1915
- sierżant – 20 lipca 1915
- podporucznik – 4 marca 1916
- porucznik – 31 grudnia 1916
- kapitan – 18 lutego 1917

## Odznaczenia

### III Republika Francuska
- Oficer Legii Honorowej – 11 czerwca 1917
- Kawaler Legii Honorowej – 24 grudnia 1915
- Medal Wojskowy – 21 lipca 1916
- Krzyż Wojenny 1914–1918 z 26 palmami – po raz pierwszy 30 września 1915, po raz ostatni (pośmiertnie) 16 października 1917

### Zagraniczne
- Oficer Orderu Leopolda – Królestwo Belgii
- Krzyż Wojenny – Królestwo Belgii
- Order Świętego Jerzego IV stopnia – Imperium Rosyjskie
- Order Wybitnej Służby – Imperium Brytyjskie
- Order Daniła I – Królestwo Czarnogóry
- Order Michała Walecznego – Królestwo Rumunii
- Order Gwiazdy Jerzego Czarnego – Królestwo Serbii